# یواس‌اس فرت (۱۸۲۲)
یواس‌اس فرت (۱۸۲۲) (به انگلیسی: USS Ferret (1822)) یک کشتی بود. این کشتی در سال ۱۸۲۲ ساخته شد.